# Alberto Festa
Alberto Festa (21. července 1939, Santa Tirso - 2. ledna 2024) byl portugalský fotbalista, obránce. 

## Fotbalová kariéra
Portugalskou ligu hrál za FC Porto a FC Tirsense, nastoupil ve 143 ligových utkáních a dal 1 gól. V Poháru vítězů pohárů nastoupil ve 4 utkáních a ve Veletržním poháru nastoupil v 8 utkáních. Za portugalskou reprezentaci nastoupil v letech 1963-1966 v 19 utkáních. S portugalskou fotbalovou reprezentací získal bronzovou medaili na mistrovství světa roku 1966, nastoupil ve 3 utkáních.

## Ligová bilance
| Ročník                        | Zápasy | Góly | Klub        |
| ----------------------------- | ------ | ---- | ----------- |
| 2. portugalská liga 1955/1956 | -      | -    | FC Tirsense |
| 2. portugalská liga 1956/1957 | -      | -    | FC Tirsense |
| 2. portugalská liga 1957/1958 | -      | -    | FC Tirsense |
| 2. portugalská liga 1958/1959 | -      | -    | FC Tirsense |
| 2. portugalská liga 1959/1960 | -      | -    | FC Tirsense |
| 1. portugalská liga 1960/1961 | 0      | 0    | FC Porto    |
| 1. portugalská liga 1961/1962 | 12     | 0    | FC Porto    |
| 1. portugalská liga 1962/1963 | 26     | 0    | FC Porto    |
| 1. portugalská liga 1963/1964 | 26     | 0    | FC Porto    |
| 1. portugalská liga 1964/1965 | 23     | 0    | FC Porto    |
| 1. portugalská liga 1965/1966 | 21     | 0    | FC Porto    |
| 1. portugalská liga 1966/1967 | 3      | 0    | FC Porto    |
| 1. portugalská liga 1967/1968 | 3      | 0    | FC Porto    |
| 2. portugalská liga 1968/1969 | -      | -    | FC Tirsense |
| 2. portugalská liga 1969/1970 | -      | -    | FC Tirsense |
| 1. portugalská liga 1970/1971 | 25     | 1    | FC Tirsense |
| 1. portugalská liga 1971/1972 | 4      | 0    | FC Tirsense |
| CELKEM 1. portugalská liga    | 143    | 1    |             |